# Сасы-Бука
Са́сы-Бу́ка (Сасыбуга) — хан, правитель Кок-Орды (ок. 1318/9 — ок. 1320/1). Ордуид (потомок старшего брата Батыя Орды), по Рашид ад-Дину второй сын и наследник Баяна, внук Коничи (Куинджи). В период его правления Кок-Орда номинально находилась в зависимости от Золотой Орды. Соблюдал правила подчинения и повиновения ханам в Сарай-Берке. Дружил с Тогрулджой, затем с его сыном — Узбек-ханом. В течение 30 лет исправно являлся по вызову в Сарай или на курултай. Умер в 1320/1321 году естественной смертью. Похоронен в Сауране. У Сасы-Буки было четыре сына — Ерзен, Мубарак Ходжа-хан, Хизр-хан (Хидырь) и Хальфай. Наследником стал Ерзен. По «Анониму Искандера» Муина ад-Дин Натанзи при Ерзене в 1320—1340-х гг. произошёл наивысший подъём городов в низовьях Сырдарьи. Сасы-Бука упоминается в русских летописях в связи с действиями Мамая в борьбе за влияние в Золотой Орде.